# Joseph Kanon

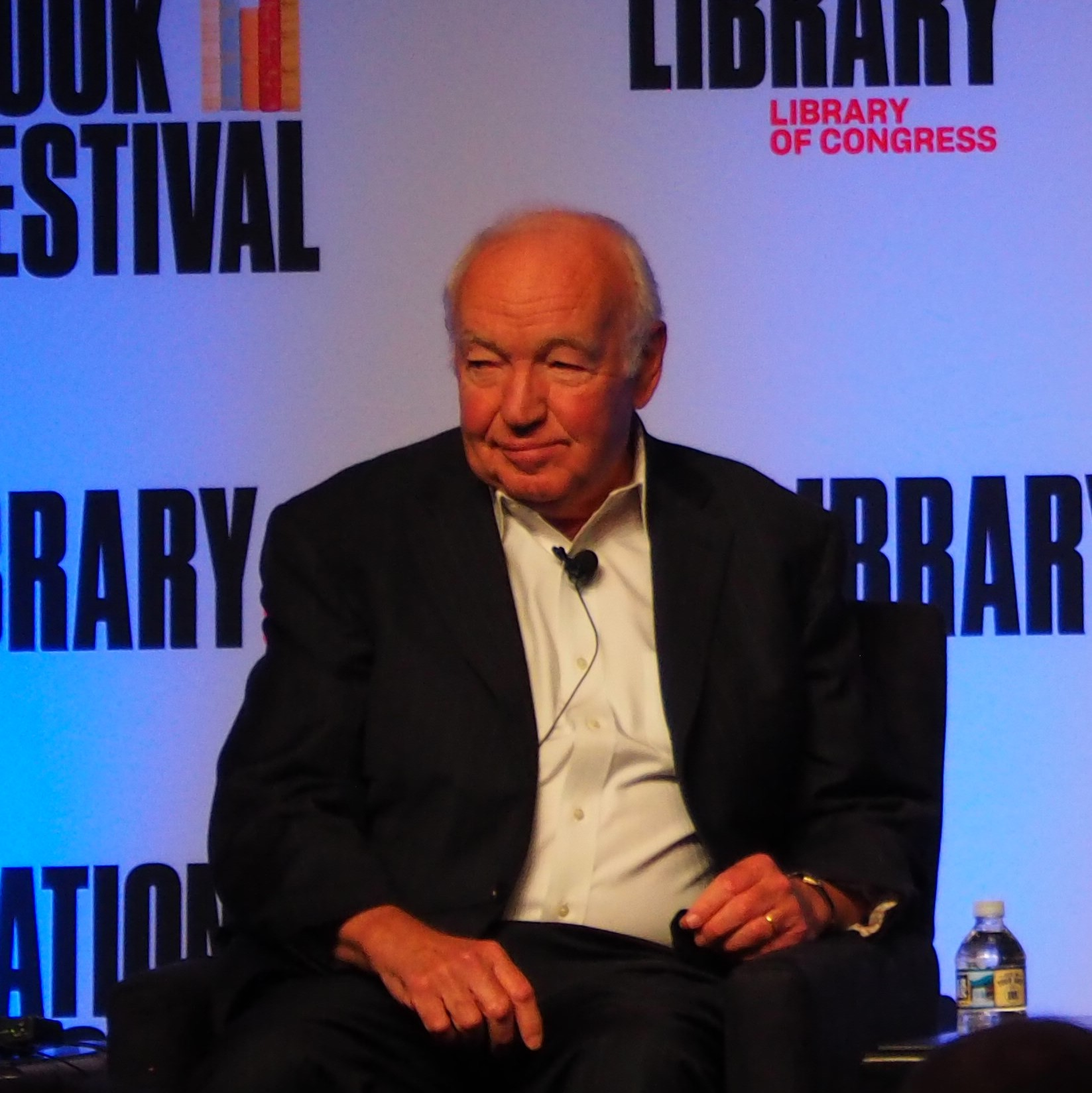
Joseph Kanon

Joseph A. Kanon (* 19. Mai 1946 in Pennsylvania, USA) ist ein US-amerikanischer Autor.

## Biografie
Kanon studierte an der Harvard University in Cambridge (Massachusetts) und am Trinity College in Cambridge. Bereits als Student veröffentlichte er seine ersten Geschichten in der Zeitschrift The Atlantic Monthly. Später war er jahrelang Leiter der Verlage Houghton Mifflin und E. P. Dutton in New York, bevor er sich 1995 dem Schreiben zuwandte. Gleich sein erster Roman Die Tage vor Los Alamos wurde zum Bestseller und 1998 mit dem Edgar Allan Poe Award für das beste Romandebüt ausgezeichnet. Es folgten weitere Romane wie Der verlorene Spion, In den Ruinen von Berlin und Stadt ohne Gedächtnis (Hammett Prize 2006). 
Seine Bücher sind Thriller, die in der Zeit vom Kriegsende bis etwa 1950 spielen. Dabei fungieren reale Ereignisse, wie z. B. das Manhattan-Projekt oder die Konferenz von Potsdam als Hintergrund für Mordgeschichten. Kritiker vom Boston Globe und von der New York Times verglichen sein Werk sogar mit dem von Graham Greene und John le Carré. Sein Roman In den Ruinen von Berlin wurde 2006 von Steven Soderbergh mit George Clooney und Cate Blanchett verfilmt. 
Joseph Kanon ist mit der Literaturagentin Robin Straus verheiratet und lebt in New York.

## Romane
- 1995: Los Alamos
  - Die Tage vor Los Alamos, dt. von Klaus Berr; München, Blessing 1997. ISBN 3-89667-019-0
- 1999: The Prodigal Spy
  - Der verlorene Spion, dt. von Sonja Schuhmacher und Barbara Steckhan; München, Blessing 1999. ISBN 3-89667-092-1
- 2001: The Good German
  - In den Ruinen von Berlin, dt. von Ulrike Wasel und Klaus Timmermann; München, Blessing 2002. ISBN 3-89667-191-X
  - auch als: The Good German, gleiche Übersetzung; München, Goldmann 2007. ISBN 3-442-46481-1
- 2005: Alibi
  - Stadt ohne Gedächtnis, dt. von Rudolf Hermstein; München, Blessing 2006. ISBN 3-89667-281-9[1]
- 2009: Stardust
- 2012: Istanbul Passage
  - Die Istanbul Passage, dt. von Elfriede Peschel; München, C. Bertelsmann 2014. ISBN 978-3-570-10180-3
- 2014: Leaving Berlin
  - Leaving Berlin, dt. von Elfriede Peschel; München, C. Bertelsmann 2015. ISBN 978-3-570-10179-7
- 2015: A Spy in Berlin
- 2017: Defectors
- 2019: The Accomplice
- 2022: The Berlin Exchange